# Gentiana nudicaulis
Gentiana nudicaulis är en gentianaväxtart. Gentiana nudicaulis ingår i släktet gentianor, och familjen gentianaväxter.

## Underarter
Arten delas in i följande underarter:
- G. n. lakshnakarai
- G. n. nudicaulis
- G. n. ting-nung-hoae
- G. n. assamensis